# Fórmula Brasil 2.0
A Fórmula Brasil 2.0 é uma categoria de automobilismo criada em 2007 pela Confederação Brasileira de Automobilismo para preencher a vaga deixada pela extinção da Fórmula Renault no Brasil. A primeira corrida da Fórmula Brasil foi realizada em Curitiba em 2 de março de 2008, como evento suporte à corrida do FIA WTCC.